# Kongresové centrum Zlín
Kongresové centrum Zlín (zkratka KC-Zlín) je polyfunkční budova v českém městě Zlín, na náměstí T. G. Masaryka, u hlavní silniční komunikace města. Je určena pro pořádání kulturních, společenských a vzdělávacích akcí, sídlí zde Filharmonie Bohuslava Martinů. Hlavní autorkou této budovy je česká architektka Eva Jiřičná a zbytek ateliéru AI Design – Petr Vágner a Jiří Hušek.

## Popis

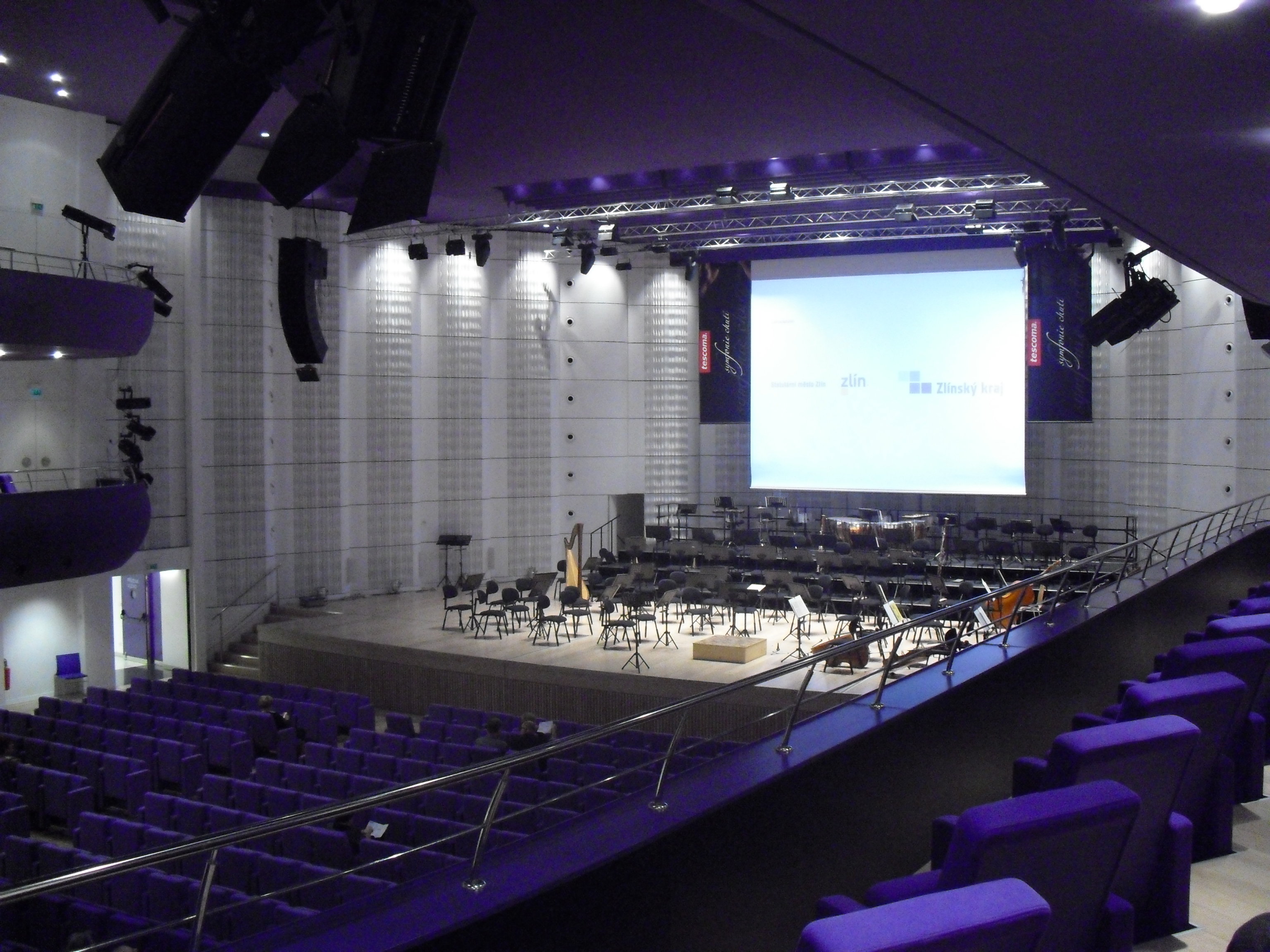
Hlavní sál

Budova se skládá ze dvou částí. První je prosklený vstup s informačním centrem, pokladnami, šatnami a restaurací v prvním patře. V hlavní části objektu se nachází víceúčelový sál pro více než 850 sedících diváků (při zasunutí jeviště až pro 1100 osob), komorní sál pro 88 osob a salónky. Pod objektem se nachází také dvoupodlažní parkoviště se 150 parkovacími místy. Součástí objektu je také budova Univerzitního centra, která slouží jako sídlo rektorátu Univerzity Tomáše Bati a Univerzitní knihovna nacházející se v jižní části pozemku.
Budova má dvojvrstvou fasádu, také kvůli hluku od zdejší komunikace. Výrazný prvek této stavbě je střecha inspirovaná jednobuněčnou rozsivkou (Diatomem), je 60 metrů dlouhá a váží 90 tun. Budova je vyrobena ze skla, železobetonu, polotvrdé dřevovláknité desky (MDF) a sklocementových akustických panelů. Užitná plocha stavby je 3 073 m², obestavěný prostor 70 326 m³.

## Historie

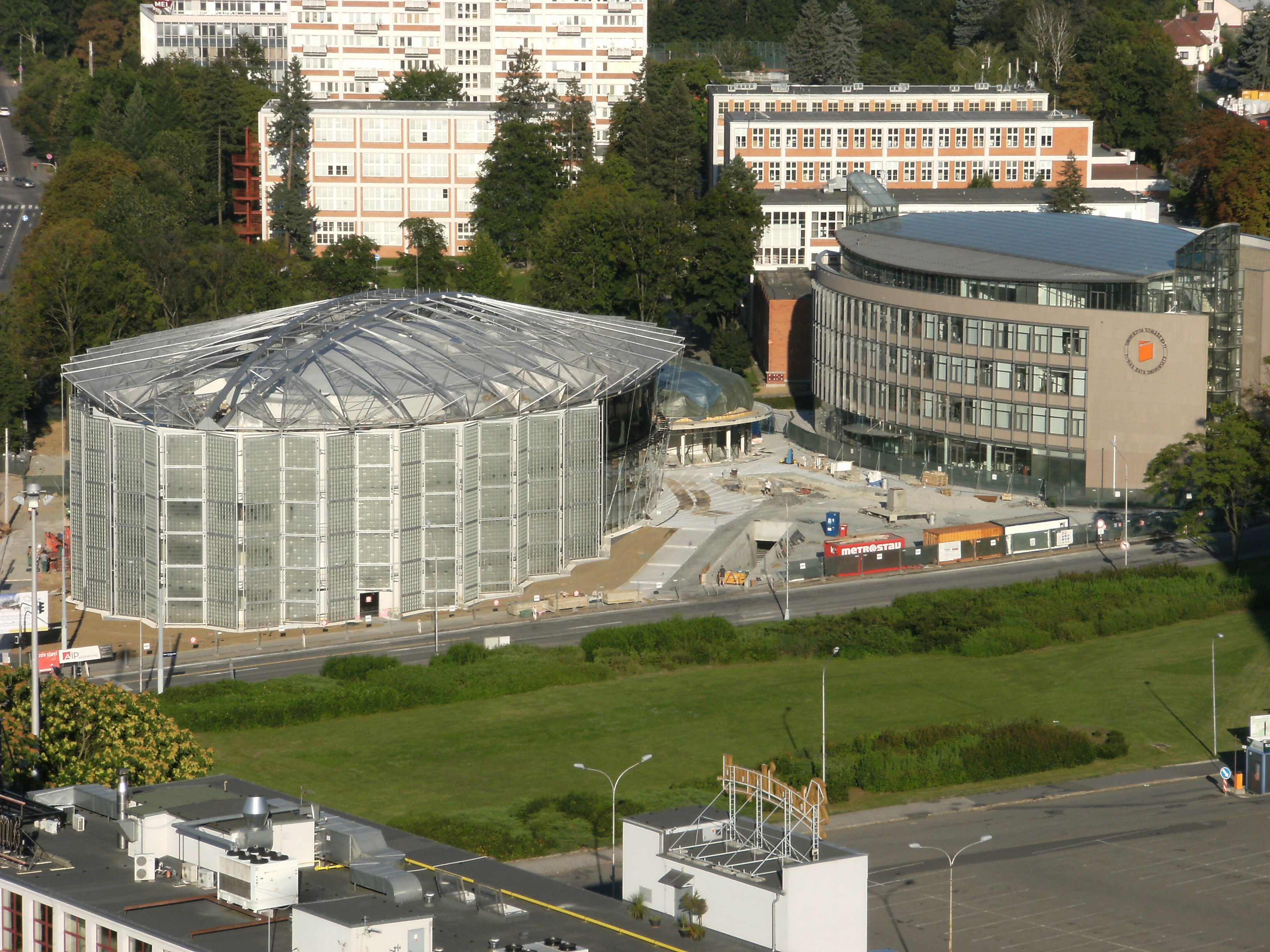
Pozemek měsíc před otevřením (vlevo hlavní budova, vpravo univerzitní centrum)

Na místě stavby v minulosti stály budovy Masarykovy školy, které byly v 80. letech minulého století strženy.
Vedení univerzity a města začalo na projektu "Kulturní a univerzitní centrum Zlín" spolupracovat v roce 2002. Na stavbu byly postupně získávány dotace. Důvod výstavby Pro výstavbu nebyla uspořádána architektonická soutěž. Jako architektka byla oslovena Eva Jiřičná, zlínská rodačka a dcera architekta dříve pracujícího u československého podnikatele Tomáše Bati.
Výstavba byla rozdělena do tří etap, finance se sháněly většinou po dokončení jednotlivých etap. V roce 2006 byla zahájena první fáze, čištění celého prostoru a realizace přeložek sítí. Druhá fáze byla výstavba podzemních technických prostor a garáží, ta byla dokončena v roce 2008. Po získání peněz se pokračovalo se stavbou. Budova byla slavnostně otevřena 29. září 2010, čtyři roky, tři měsíce a tři dny od položení základního kamene. Budova byla přes podzim v testovacím provozu a v lednu 2011 plně k dispozici.
Stavba celkem vyšla na 636 milionů Kč. Regionální operační program (dotace z EU) uhradil největší částku – 331 milionů, město Zlín zaplatilo 160 milionů, 80 milionů daroval Zlínský kraj a český stát přispěl 65 miliony.

## Odkazy

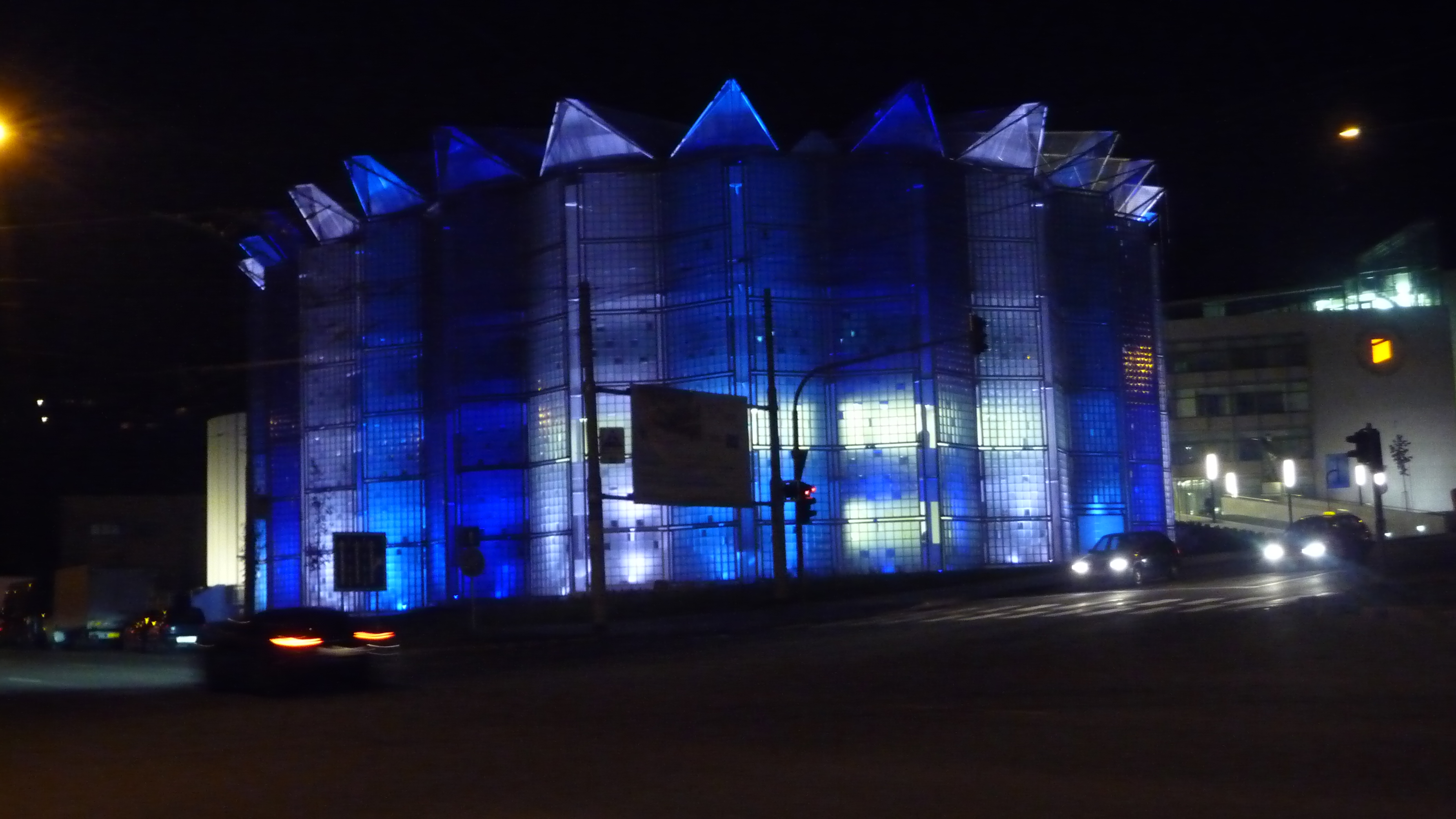
Barevně osvětlená fasáda KC-Zlín v noci